# Štrpci
Štrpci (v srbské cyrilici Штрпци) jsou vesnice v jihovýchodní části Bosny a Hercegoviny. Administrativně spadají pod opštinu Rudo a Republiku srbskou. Nachází se sotva 10 km západně od srbsko-bosenskohercegovacké hranice.
Vesnice se rozkládá v údolí potoka, vlévajícího se do nedaleké řeky Uvac, v nadmořské výšce 500 m. Prochází ní hlavní silniční tah, spojující města Višegrad (Bosna a Hercegovina) a Priboj (Srbsko). Východně od obce v nadmořské výšce cca 700 m prochází peážní úsek železniční tratě Bělehrad - Bar. 
V roce 1991 měla vesnice celkem 308 obyvatel, z nichž většinu představovali Srbové. Obec má svoji vlastní školu, v roce 1907 v ní byl založen první rozvinutější zemědělský podnik v tehdejší Bosně a Hercegovině. Od roku 1908 mají Štrpci také i svůj pravoslavný kostel, který je zasvěcen Narození přesvaté Bohorodičky.
Roku 1993 došlo během války v Bosně a Hercegovině na místní vlakové zastávce k únosu 19 cestujících spoje směřujícího z Bělehradu do Baru. Unesení byli následně zastřeleni nedaleko řeky Driny. Celá událost je dodnes známa jako tzv. Masakr ve Štrpcích.